# 傷ついた天使
傷ついた天使(原題:Haavoittunut enkeli 1903年)は、フィンランドの象徴派の画家、ヒューゴ・シンベリの作品。彼の代表作であり、2006年のアテネウム美術館で行われたアンケートではフィンランドの「国家の絵」に選ばれた。
シンベリの他の作品と同様に、この「傷ついた天使」もメランコリックな雰囲気に満ちている。中央の、両目を蔽った天使の姿をした少女の羽からは血が流れている。彼女を、くすんだ色の洋服を着た少年たちが担いでいる。右側の少年の、まっすぐ淡々とした視線はこの絵画を観賞する人間を挑発しているようでもあるが、その目つきからは少女を助けようとしているのか、それとも彼が傷つけたのかははっきりしない。
似つかわしくない大人びた装いの少年たちには、やはり彼らのしていることも似つかわしくないようにみえる。おそらく彼ら自身の運命もまたあやういバランスのうえに成り立っていることを示しているのだろう。彼らの仕事は背景にもそのまま現れている。この風景がどんな気晴らしを与えてくれるのだろうか。
天使の神話とも合致するように、少女の両足が地面に着いていないことは非常に重要である。そしてその天使は裸足だ。それを死の象徴とみる文化はいくつもある。しかしまた、天使がマツユキソウ(snowdrop )のひとふさを握り締めていることを見落としてはならない。それは癒しと再生のシンボルなのだ。
シンベリ自身はあらゆる解釈をあたえることを拒絶し、見る人それぞれが結論を引き出すべきだとしている。だが、かつてシンベリが髄膜炎を患っており、この絵が快復する力の源となったことは有名である。この事実は、「傷ついた天使」にある暗喩的な見方をすることを誘う。髄膜炎とは首もとがひどくこわばる症状として知られている。さらには、無気力やめまいもそうだ。これらは全て、中央の少女の形象にあてはまらないだろうか。また結核性髄膜炎とは上肺野を擦過するものである。彼女の背中にあるものを羽ではなく肺のイメージで読み替えてみるならば、このような「診断」は羽にある小さな傷の説明にもなる。
1905年から06年にかけてタンペレ大聖堂にフレスコ画を描くというオファーをシンベリは受けた。その作品の一つに、より大きなサイズの「傷ついた天使」がある。これはシンベリ自身も気に入っていたという。
フィンランドのカルチャーのなかでは、この絵から派生した作品がよくみられる。有名なものでは、ウニクルビとナイトウィッシュによるミュージックビデオ(2007年)がある。
背景はヘルシンキのエラインタルハで、画面の奥の水辺はトーロン湾である
。